# Accident ou incident aérien impliquant un Airbus A300
Le tableau ci-dessous présente les accidents ou incidents graves dans lesquels fut impliqué l'Airbus A300. Certains actes de piraterie aérienne ou de terrorisme ayant entraîné des dommages à l'appareil sont également relevés.
Le bilan en vies humaines est indiqué de la façon suivante : nombre total de tués / nombre total d'occupants + tués au sol.
| Date              | Modèle      | Identité | n°  | Opérateur                       | Bilan     | Lieu                                                    | Circonstances |
| ----------------- | ----------- | -------- | --- | ------------------------------- | --------- | ------------------------------------------------------- | --- |
| 27 juillet 1976   | A300B4-203  | F-BVGG   | 019 | Air France                      | 3/264     | Entebbe                                                 | Le vol Air France 139, détourné par 4 terroristes de la bande à Baader après son départ d'Athènes, se pose à Benghazi puis à Entebbe, en Ouganda. Les pirates gardent en otages 105 personnes qu'ils menacent d'exécuter contre la libération de 53 prisonniers palestiniens. Le 3 juillet, les militaires israéliens lancent une opération au moyen de C-130 Hercules et libèrent les passagers dont 3 meurent, ainsi qu'un membre du commando et un nombre indéterminé de troupes ougandaises. L'appareil revola par la suite après avoir été ramené en France. |
| 17 mars 1982      | A300B4-203  | F-BVGK   | 070 | Air France                      | 0/124     | Sanaa                                                   | Alors que l'appareil du vol 125 atteint 95 nœuds lors de son décollage à destination du Caire, une explosion est ressentie ainsi que des vibrations tandis que le décollage est interrompu et que la partie droite de l'appareil est atteinte par des éclats. L'explosion est due à une défaillance d'un étage du compresseur haute pression à cause d'une fatigue du métal. |
| 18 décembre 1983  | A300B4-120  | OY-KAA   | 122 | Malaysia Airlines               | 0/247     | Kuala Lumpur                                            | Lors d'une approche par mauvaise visibilité avec de fortes averses, le commandant de bord décide de poursuivre la descente en dessous des minima imposés par sa compagnie. L'appareil heurte des arbres à 2 kilomètres du seuil, le train touche le sol et l'avion finit sa course contre un remblai 1 200 mètres avant le seuil. Le train et les deux moteurs sont endommagés tandis qu'un incendie détruit la cabine et le toit du cockpit. |
| 29 septembre 1986 | A300B2-1C   | VT-ELV   | 022 | Indian Airlines                 | 0/196     | Chennai (Madras)                                        | Lors de son décollage de l'aéroport de Madras, le commandant de bord décide d'interrompre le décollage, après la rotation, après que l'équipage a observé un vol d'oiseau et ressenti un bruit sourd suivi de vibrations venant du moteur droit. Il ne parvient pas à stopper avant l'extrémité de la piste. L'appareil est hors service. |
| 26 octobre 1986   | A300B4-601  | HS-TAE   | 395 | Thai Airways                    | 0/239     | Tosa Bay                                                | Explosion en plein vol au niveau de vol 330 d'un engin placé dans les toilettes à l'arrière gauche. Malgré une décompression rapide, des difficultés de contrôle et le dépassement de 20 % du taux de descente maximum, l'appareil parvient à atterrir à Osaka. Les dommages infligés à l'avion furent réparés. |
| 21 septembre 1987 | A300B4-203  | SU-BCA   | 115 | EgyptAir                        | 5/5       | Louxor                                                  | Lors d'un vol d'entraînement, l'appareil touche la piste 700 mètres après le seuil. Le train principal droit heurte des balises lumineuses et l'appareil entre en collision avec une antenne et des barrières. Premier accident mortel d'Airbus. |
| 3 juillet 1988    | A300B2-203  | EP-IBU   | 186 | Iran Air                        | 290/290   | Bandar Abbas                                            | Le vol Iran Air 655 est victime du tir de deux missiles surface-air du croiseur américain USS Vincennes qui provoquent la rupture de la queue et d'une aile. L'appareil a été pris pour un F-14 iranien par le système de défense de l'U.S. Navy |
| 15 février 1991   | A300C4-620  | 9K-AHF   | 327 | Kuwait Airways                  | 0/0       | Mossoul                                                 | À la suite de l'invasion du Koweït par l'Irak le 2 août 1990, 10 appareils de la compagnie Kuwait Airways sont saisis. Deux des Airbus A300 sont convoyés à Mossoul qui subit les attaques de la coalition après l'expiration de l'ultimatum des Nations unies. |
| 15 février 1991   | A300C4-620  | 9K-AHG   | 332 | Kuwait Airways                  | 0         | Mossoul                                                 | À la suite de l'invasion du Koweït par l'Irak le 2 août 1990, 10 appareils de la compagnie Kuwait Airways sont saisis. Deux des Airbus A300 sont convoyés à Mossoul qui subit les attaques de la coalition après l'expiration de l'ultimatum des Nations unies. |
| 28 septembre 1992 | A300B4-203  | AP-BCP   | 025 | Pakistan International Airlines | 167/167   | Katmandou                                               | Lors de son approche de l'aéroport de Katmandou, réputé d'accès difficile à cause de la présence de montagnes élevées environnantes, le vol 268 s'écrase contre les flancs d'une montagne, située à une altitude de 7 300 pieds et à 10 milles nautiques de la piste. |
| 24 avril 1993     | A300B2-1C   | F-BUAE   | 004 | Air Inter                       | 0/324     | Montpellier-Fréjorgues                                  | L'appareil heurte un lampadaire lorsqu'il est poussé de son parking par un tracteur (procédure de pushback). Définitivement hors service, cet appareil a été vu pour la dernière fois stocké à Châteauroux. |
| 15 novembre 1993  | A300B2-101  | VT-EDV   | 034 | Indian Airlines                 | 0/262     | Aéroport de Tirupati                                    | À la suite de mauvaises conditions météo aggravées par des problèmes de rétraction de volets, l'appareil est contraint à un atterrissage de fortune dans une rizière située à environ 26 km de l'aéroport de Tirupati après avoir épuisé ses réserves de carburant. |
| 26 avril 1994     | A300B4-622R | B-1816   | 580 | China Airlines                  | 264/271   | Nagoya                                                  | À la suite de la sélection inopportune du mode TOGA (Take Off Go-around) du contrôleur de vol par le pilote, l'appareil, effectuant le vol 140, s'engage dans une configuration qui le mena à s'écraser au sol, queue la première, après un décrochage. |
| 10 août 1994      | A300B4-622R | HL7296   | 583 | Korean Air                      | 0/160     | Jeju                                                    | À la suite de la présence suspectée de cisaillement de vent, l'Airbus du vol 2033 effectue une approche trop rapide et touche la piste à 1 773 mètres de son seuil. Il ne parvient pas à s'arrêter à temps sur les 1 227 mètres restants, sort de la piste à la vitesse de 104 nœuds avant de traverser un mur, de heurter un poste de garde et de prendre feu. |
| 22 octobre 1994   | A300B4-103  | HS-THO   | 072 | Thai Airways                    | 0         | Bangkok                                                 | L'aile de l'Airbus est heurté par un MD-11 de Thai Airways (HS-TMD) qui effectuait des essais réacteur. L'Airbus est considéré comme hors service. |
| 26 décembre 1994  | A300B2-1C   | F-GBEC   | 104 | Air France                      | 7/170     | Marseille                                               | Le 24 décembre 1994, le vol 8969 est détourné à Alger par quatre membres du GIA. Il rejoint Marseille deux jours plus tard. Une intervention du GIGN permet la libération des otages, tous les terroristes étant tués. Des dommages importants ont été causés au cockpit et l'appareil ne revola plus. |
| 17 mai 1996       | A300B4-203  | TC-ALP   | 153 | Air Alfa                        | 0         | Istanbul                                                | L'appareil est détruit au sol par un incendie se déclarant en cabine. |
| 12 mai 1997       | A300B4-605R | N90070   | 513 | American Airlines               | 0/163     | West Palm Beach                                         | Le vol American Airlines 903 reliant Boston à Miami est victime d'une perte de vitesse suivi d'un décrochage, occasionnant de graves blessures à un passager. Ce n'est qu'en mars 2002 qu'une inspection aux ultrasons du plan horizontal révéla deux fractures à l'un des points d'attache de la dérive au fuselage, entraînant le remplacement de la queue. |
| 26 septembre 1997 | A300B4-220  | PK-GAI   | 214 | Garuda Indonesia                | 234/234   | Medan                                                   | Le vol 152 reliant Djakarta à Medan s'écrase dans une zone montagneuse boisée lors de son approche ILS sur la piste 05 de Medan. La visibilité était réduite sur la zone à cause de fumée de forêt. En outre, une certaine confusion régnait chez les contrôleurs quant à savoir si l'appareil avait bien respecté un ordre de prendre un cap 046° par la droite peu avant son écrasement. |
| 16 février 1998   | A300B4-622R | B-1814   | 578 | China Airlines                  | 196/196+7 | Taipei                                                  | Lors d'une remise de gaz sur la piste 5L de l'aéroport de Taipei, la tendance à monter de l'appareil sous l'effet de la poussée des réacteurs n'est pas compensée par l'équipage, entraînant une montée sous un angle trop important, un décrochage et l'écrasement du vol 676 sur des habitations et une zone commerciale. En outre, l'enquête a montré un manque de coordination entre le commandant de bord et son copilote. |
| 24 mars 1999      | A300C4-620  | A6-PFD   | 374 | Émirats arabes unis             | 0/271     | Rhodes                                                  | L'appareil atterrit à une vitesse trop importante sur la piste 07/25 qu'il quitte en subissant de sérieux dommages. L'appareil fut démantelé à la suite de cet accident. |
| 2 février 2000    | A300B2-203  | EP-IBR   | 061 | Iran Air                        | 0/0+8     | Téhéran                                                 | L'Airbus vide est heurté par un Lockheed C-130 Hercules de l'Armée de l'air iranienne décollant pour un vol d'entraînement alors qu'il était tracté vers un hangar. Les deux appareils sont détruits par l'incendie qui s'ensuit. |
| 12 février 2000   | A300B4-203  | TU-TAT   | 282 | Air Afrique                     | 0/182     | Dakar                                                   | Alors qu'il roule vers la piste en partance pour Paris, une alarme sur le train d'atterrissage gauche retentit. Le train gauche s'efface tandis que l'appareil tente de rejoindre le parking, puis un feu se déclare après le contact du réacteur avec le sol. L'enquête montre que l'inversion d'un câble flexible contrôlant le verrouillage du train est responsable de l'accident. |
| 17 octobre 2001   | A300B4-203  | AP-BCJ   | 268 | Pakistan International Airlines | 0/205     | Dubai                                                   | Le vol PK231 reliant Peshawar à Dubaï sort de la piste après l'effacement de la jambe droite lors du toucher des roues. L'Airbus glisse avant de finir sa course sur du sable à 50 mètres de la piste. Des dommages importants sont occasionnés à la structure de l'aile droite et au moteur no 2. Il est hors service. |
| 12 novembre 2001  | A300B4-605R | N14053   | 420 | American Airlines               | 260/260+5 | Belle Harbor                                            | Peu après son décollage de l'Aéroport international John-F.-Kennedy derrière un Boeing 747-400, l'Airbus du vol 587 perd tout son plan fixe vertical avant de s'écraser sur une zone résidentielle. Les efforts imposés par le pilote sur le gouvernail par l'intermédiaire des palonniers ont dépassé les limites structurelles de l'appareil. |
| 8 mars 2002       | A300B2-101  | VT-EFW   | 111 | Indian Airlines                 | 0/5       | Delhi                                                   | L'appareil à bord duquel ont pris place cinq membres du personnel de maintenance ne peut être arrêté au sol alors que les réacteurs ont été sélectionnés en mode "ralenti en vol". Les freins ainsi que l'orientation de la roulette de nez sont en effet inopérants dans ce mode. Désirant réduire la poussée, il l'augmentent alors de 90 % sur le réacteur no 2. L'appareil, après avoir tourné de 80°, franchit un mur situé près du hangar et finit ses embardées sur le nez. |
| 22 novembre 2003  | A300B4-203F | OO-DLL   | 093 | European Air Transport          | 0/3       | Bagdad                                                  | Propriété de European Air Transport mais opérant un vol cargo au nom de DHL, l'Airbus (indicatif OO-DLL) est atteint par un missile sol-air de type SAM-7 alors qu'il atteint une altitude de 8 000 pieds après son décollage de Bagdad. Le missile heurte l'aile et pénètre dans le réservoir numéro 1A. Un feu se déclenche, menace une grande partie de l'aile tandis que l'appareil perd ses systèmes hydrauliques. Après une approche manquée, l'équipage est contraint d'orbiter au-dessus du terrain avant de se poser en catastrophe sur la piste 33L 16 minutes plus tard, piste qu'il quitte pour finir sa course après 600 mètres dans le sable. L'appareil fut réparé et proposé à la vente en 2005. |
| 1er mars 2004     | A300B4-203  | AP-BBA   | 114 | Pakistan International Airlines | 0/273     | Djeddah                                                 | Lors de son décollage de Djeddah, les pneumatiques 1 et 2 du train principal éclatent. Sur l'instruction de la tour de contrôle les informant de pneumatiques en flammes, l'équipage interrompt son décollage. Des morceaux de caoutchouc ont été ingérés par les réacteurs qui ont été endommagés. L'aile gauche a été perforée derrière les réservoirs. L'appareil qui s'arrête avant l'extrémité de la piste est déclaré hors service malgré la maîtrise de l'incendie. |
| 23 mars 2007      | A300B4-203  | YA-BAD   | 177 | Ariana Afghan Airlines          | 0         | Istanbul                                                | L'appareil dépasse l'extrémité de piste 24 de 30 mètres et repose sur son réacteur droit près de la barrière délimitant l'aéroport. |
| 19 avril 2007     | A300B4-622R | A7-ABV   | 690 | Qatar Airways                   | 0/0       | Abou Dabi                                               | Alors qu'il subit des opérations de maintenance à Abou Dabi, l'appareil subit un incendie. |
| 1er mars 2010     | A300B4      | TC-ACB   |     | Air ACT                         | 0/5       | Base aérienne de Bagram                                 | Rupture du train principal gauche lors de l’atterrissage, sortie latérale de piste. |
| 13 avril 2010     | A300B4-203F |          |     | AeroUnion (en)                  | 5/5+1     | Aéroport international de Monterrey                     | En approche dans de mauvaises conditions météo, le vol AeroUnion 302 s'écrase sur une autoroute, à deux kilomètres de la piste. |
| 14 août 2013      |             | N155UP   |     | UPS Airlines                    | 2/2       | aéroport international de Birmingham–Shuttlesworth (en) | Le vol UPS Airlines 1354 s'écrase en phase d'approche des pistes, la carlingue se brisant en deux parties, la partie arrière soumise à une très violente explosion suivie d'un incendie intense. |
| Total: 33         |             |          |     |                                 | 1451      |                                                         | |